# Lâu đài Frauenfeld

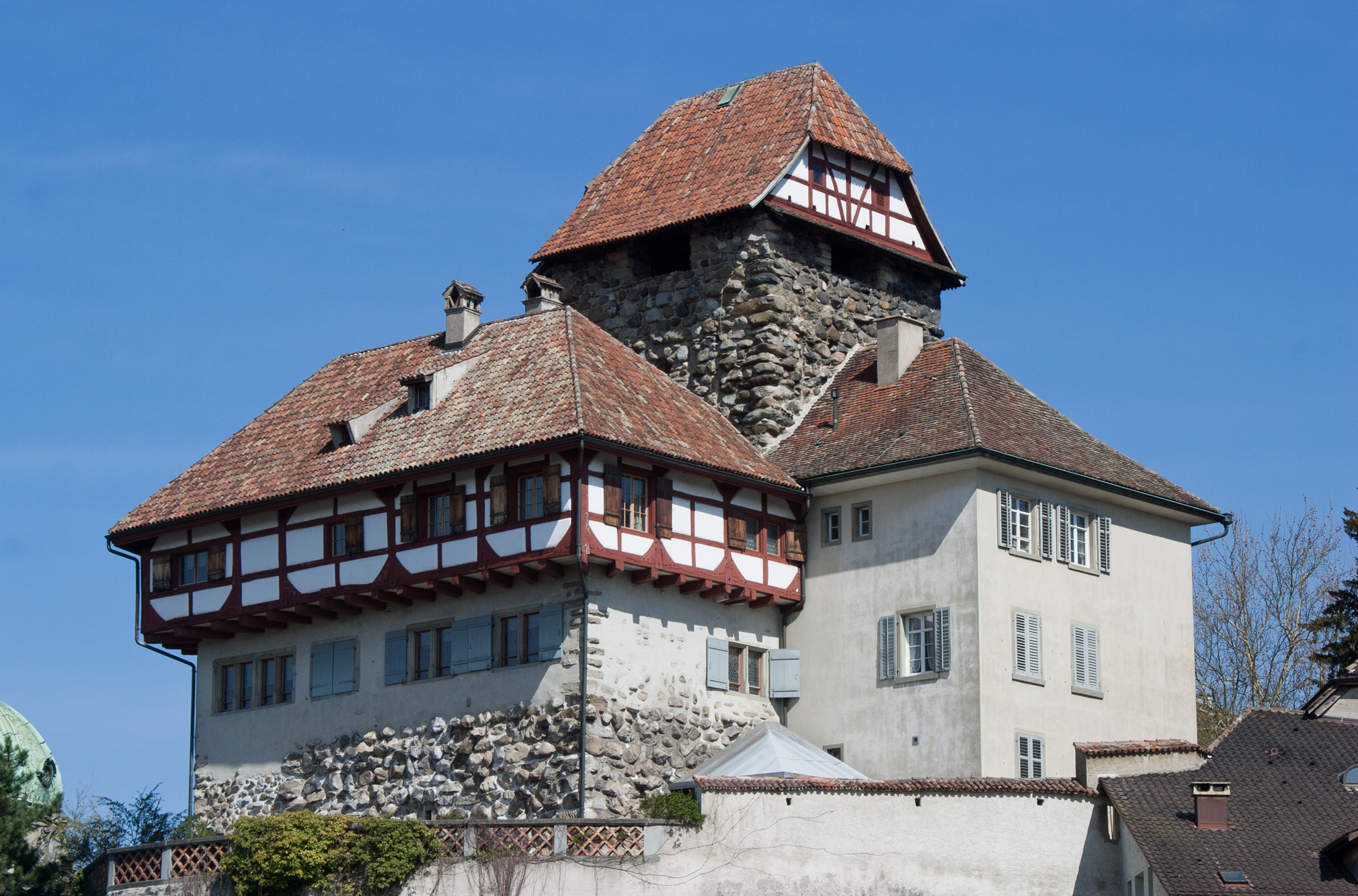
Lâu đài Frauenfeld

Lâu đài Frauenfeld là một lâu đài ở đô thị Frauenfeld thuộc bang Thurgau của Thụy Sĩ. Đây là một di sản có ý nghĩa quốc gia của Thụy Sĩ.